# Championnats du monde de pentathlon moderne 1951
Navigation
Édition précédente Édition suivante
Les championnats du monde de pentathlon moderne 1951, troisième édition des championnats du monde de pentathlon moderne, ont eu lieu en 1951 à Helsingborg, en Suède.

## Podiums

### Hommes
| Épreuves    | Or                                             | Argent                                            | Bronze                                        |
| ----------- | ---------------------------------------------- | ------------------------------------------------- | --------------------------------------------- |
| Individuel  | Suède Lars Hall                                | Finlande Lauri Vilkko                             | Suède Thorsten Lindquist                      |
| Par équipes | Suède Lars Hall Thorsten Lindquist Sune Wehlin | Finlande Viktor Platan Ville Taalika Lauri Vilkko | Brésil Aloysio Alves Eduardo Leal Eric Tinoco |